# SWAT (modèle)
Pour les articles homonymes, voir SWAT.
SWAT (Soil and Water Assessment Tool - Outil d’évaluation de l’eau et des sols) est un modèle agro-hydrologique développé par le USDA (United States Department of Agriculture). SWAT simule les transferts d’eau, de sédiments, de nutriments et de polluants à l’échelle d’un bassin versant, et permet ainsi de quantifier les impacts des occupations de sol complexes. Depuis sa sortie en 1994, près de 6000 articles ont été publiés à l'international, dont plus de 2000 depuis 2018. SWAT+ est la dernière version de SWAT, développée en 2019, et son code continue d'évoluer.  

## Caractéristiques du modèle
SWAT est un modèle physique semi distribué qui représente les processus hydrologiques à l’échelle d’un bassin versant tels que le transport sédimentaire, le cycle des nutriments et des phytosanitaires. L’échelle de calcul du modèle est l’unité de réponse hydrologique, obtenue en divisant le bassin versant en diverses uniques combinaisons de types de sol, d'occupation du sol et de pentes. Pour chacune de ces unités de réponse hydrologique, la quantité d’eau en entrée et en sortie est calculée à partir d'un bilan de masse. 

### Cycle hydrologique
Le cycle de l'eau dans SWAT+ comprend plusieurs processus clés, tels que le ruissellement de surface, l'évapotranspiration, l'infiltration dans le sol et la recharge des eaux souterraines.

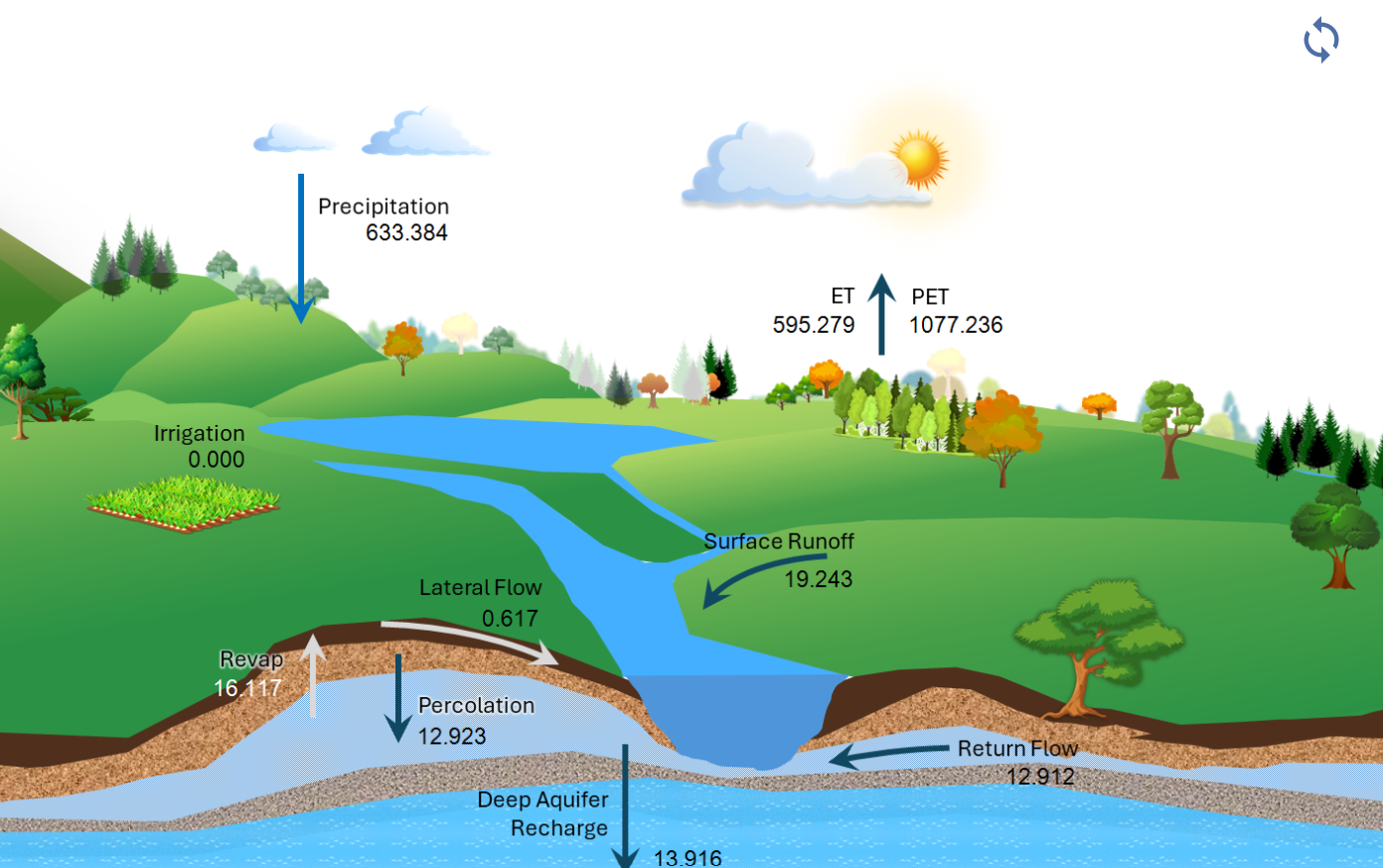
Principaux flux du cycle hydrologique modélisés par SWAT+ visualisés sur SWAT+ Toolbox

Les précipitations, observées ou générées à partir de données sur le territoire d'étude, constituent la principale entrée du modèle. Le ruissellement de surface et l'infiltration sont gérés principalement par deux méthodes : la procédure Curve Number et la méthode d'infiltration de Green & Ampt. L'évapotranspiration potentielle, le principal mécanisme par lequel l'eau est perdue à partir d'un bassin versant, est calculée à l'aide d'une méthode choisie par l'utilisateur en fonction des données d'entrée disponibles et des conditions globales. L'évapotranspiration réelle, représente la proportion d'évapotranspiration potentielle qui s'évapore réellement du bassin versant. Elle est calculée dans SWAT en additionnant l'évaporation du couvert végétal, la transpiration des plantes et l'évaporation du sol. L'eau qui pénètre dans le sol peut ensuite suivre plusieurs voies. Une partie est absorbée par les plantes pour leur croissance puis est vouée à s'évaporer, une autre percole dans les sols et permet de recharger les aquifères, ou continue son chemin latéralement et contribue directement au débit des rivières. SWAT+ modélise deux principaux aquifères : un aquifère peu profond pour chaque unité de réponse hydrologique et un aquifère profond commun pour l'ensemble du bassin versant. L'aquifère peu profond peut être subdivisé en composantes rapides et lentes pour tenir compte des différents temps de réponse au sein du bassin versant. L'eau qui atteint l'aquifère profond est considérée comme perdue par le système.

### Cycle des nutriments et des pesticides

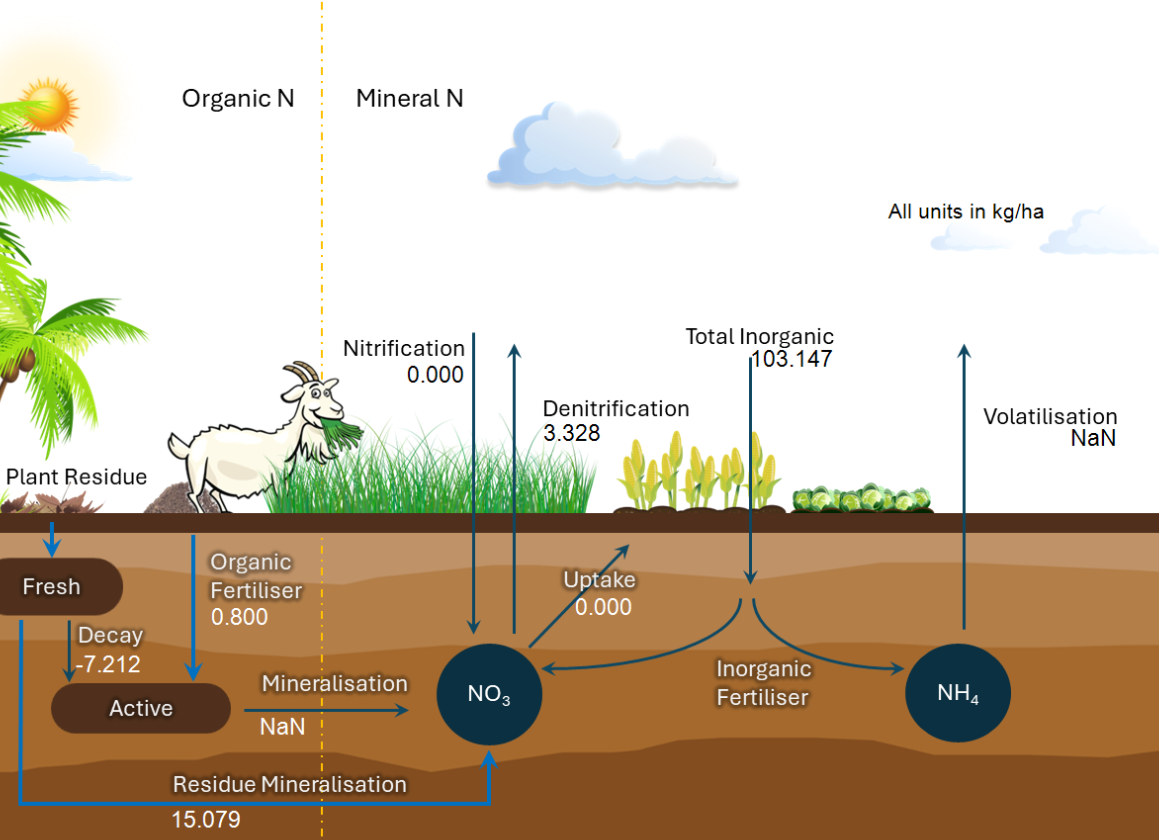
Principaux flux du cycle de l'azote modélisés par SWAT+ visualisés sur SWAT+ Toolbox

Dans SWAT+, le cycle de l'azote est modélisé dans les versants et dans les cours d'eau, en représentant l'azote sous forme organique ou minéral, en différents pool selon la source de contamination. L'azote organique frais provient de la biomasse, tandis que les formes actives proviennent de la fertilisation. Le cycle de l'azote et le cycle hydrologique sont étroitement liés, notamment lors de fortes précipitations qui entraînent le lessivage des nitrates dans les sols et donc dans les eaux souterraines.
SWAT+ modélise le transport et le devenir des pesticides à l'aide de l'algorithme GLEAMS (Groundwater Loading Effects Agricultural Management Systems). Les pesticides peuvent être appliqués sur un sol par voie aérienne ou par incorporation, et SWAT+ peut suivre les quantités de pesticides sur le feuillage et dans les couches du sol. Les pesticides se dégradent selon trois processus principaux : la photodégradation (exposition à la lumière), la dégradation chimique (due aux produits chimiques présents dans les sols), et la biodégradation (utilisation du substrat par les organismes). Ces processus de dégradation sont suivis par SWAT+ à l'aide des données de demi-vie des molécules, c'est-à-dire le nombre de jours nécessaires pour que la concentration d'un pesticide soit réduite de moitié.

## Programmes associés
Le module QSWAT+, interface de SWAT+ dans QGIS permet de construire un modèle SWAT à partie du Modèle Numérique de Terrain, des couches d'occupation du sols et de type de sols. Pour les utilisateurs de ArcGIS, il existe un module ArcSWAT également. Pour importer des données d'entrée et pour procéder au calage du modèle, l'application SWAT+ Editor semble être la plus efficace. SWAT+ Toolbox propose aussi une interface plus visuelle et intuitive pour réaliser des analyses de sensibilités, caler le modèle avec les données observées, et visualiser les résultats, en calculant les principaux ordres de grandeur des différentes cycles et en offrant la possibilité à l'utilisateur d'exporter les chroniques de données de sortie. 